# Упма
Упма, уппумаву або упітту — це страва, що походить з Індійського субконтиненту у вигляді густої каші з сухо-смаженої манної крупи або рисового борошна грубого помелу.  У процесі приготування часто додають різноманітні приправи та/або овочі, залежно від індивідуальних уподобань. Найбільш поширена в Кералі, Андхра-Прадеш, Таміл Наду, Телангані,  Карнатаці, Махараштрі та Шрі-Ланкійськійській тамільській кухні.

## Назва
Різні назви цієї страви походять від комбінацій слова uppu на телугу, що означає сіль  у дравідійських мовах,  і mavu означає тамільською мелене зернове борошно.  У Північній Індії страва називається упма. У Махараштрі страва традиційно мала назву саанджа мовою маратхі.
| Мову        | Латинська транслітерація | Unicode      |
| ----------- | ------------------------ | ------------ |
| Гуджараті   | Upma                     | ઉપમા          |
| Каннада     | Упітту, харабат          | ಉಪ್ಪಿಟ್ಟು, ಖಾರಬಾತ್  |
| Тамільська  | Уппума                   | உப்புமா         |
| Малаялам    | Уппумаву                 | ഉപ്പുമാവ്        |
| Телугу      | Упма, Уппінді            | ఉప్మా, ఉప్పిండి    |
| Маратхі     | Saanja, uppeet, upma     | सांजा, उप्पीट/उपमा |
| Конкані     | Rulanv                   | रुलांव          |
| Хінді       | Upma                     | उपमा          |
| Одія        | Upma                     | ଉପମା          |
| Бенгальська | Upma                     | উপমা          |

## Інгредієнти та приготування
Упма зазвичай виготовляється шляхом попереднього злегка сухого обсмажування манної крупи (в Індії її називають рава або судзі). Потім манну крупу знімають з вогню і залишають осторонь, поки спеції, сочевиця, цибуля, імбир тощо пасеруються в олії або топленому маслі. Потім манку знову додають в каструлю і ретельно перемішують. Додається окріп і суміш перемішується, поки манка не вбере рідину і не стане пухкою.  
Є кілька способів приготування упми, і варіації отримують шляхом додавання або видалення спецій і овочів. Консистенція також може суттєво відрізнятися залежно від того, скільки води додано до неї та як довго суміш залишатиметься на вогні після цього.

## Основні варіації

### Манна крупа

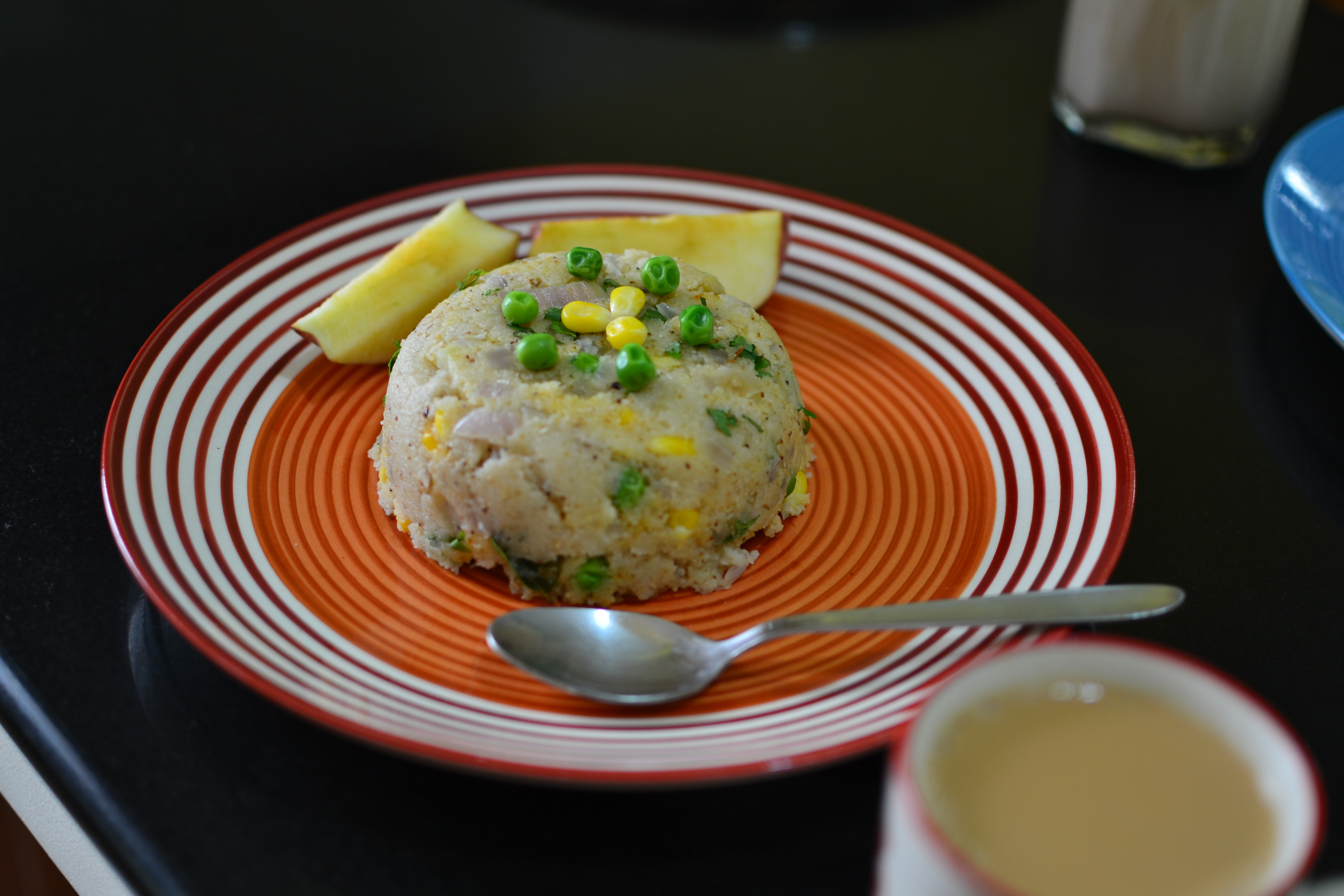
Упма виготовлена із судзі

Найпопулярніша версія виготовляється з цільної або очищеної меленої манної крупи, виготовленої з твердих сортів пшениці. Іноді можна додати широкий асортимент овочів і прикрасити різноманітними бобами (сирими або пророслими), кеш'ю та арахісом. Для варіації, яка називається масала упма (відома як кхарабат у Карнатаці), самбар масала або гарам масала додається разом із порошком червоного перцю чилі замість зеленого чилі. Цей вид більш популярний у Карнатаці, Махараштрі, Таміл Наду та деяких частинах Андхра-Прадешу, і зазвичай його подають у південноіндійських ресторанах. Уппумаву в поєднанні з банановим пюре є звичайним продуктом для сніданку в будинках Керали.

### Упма з цільної пшениці

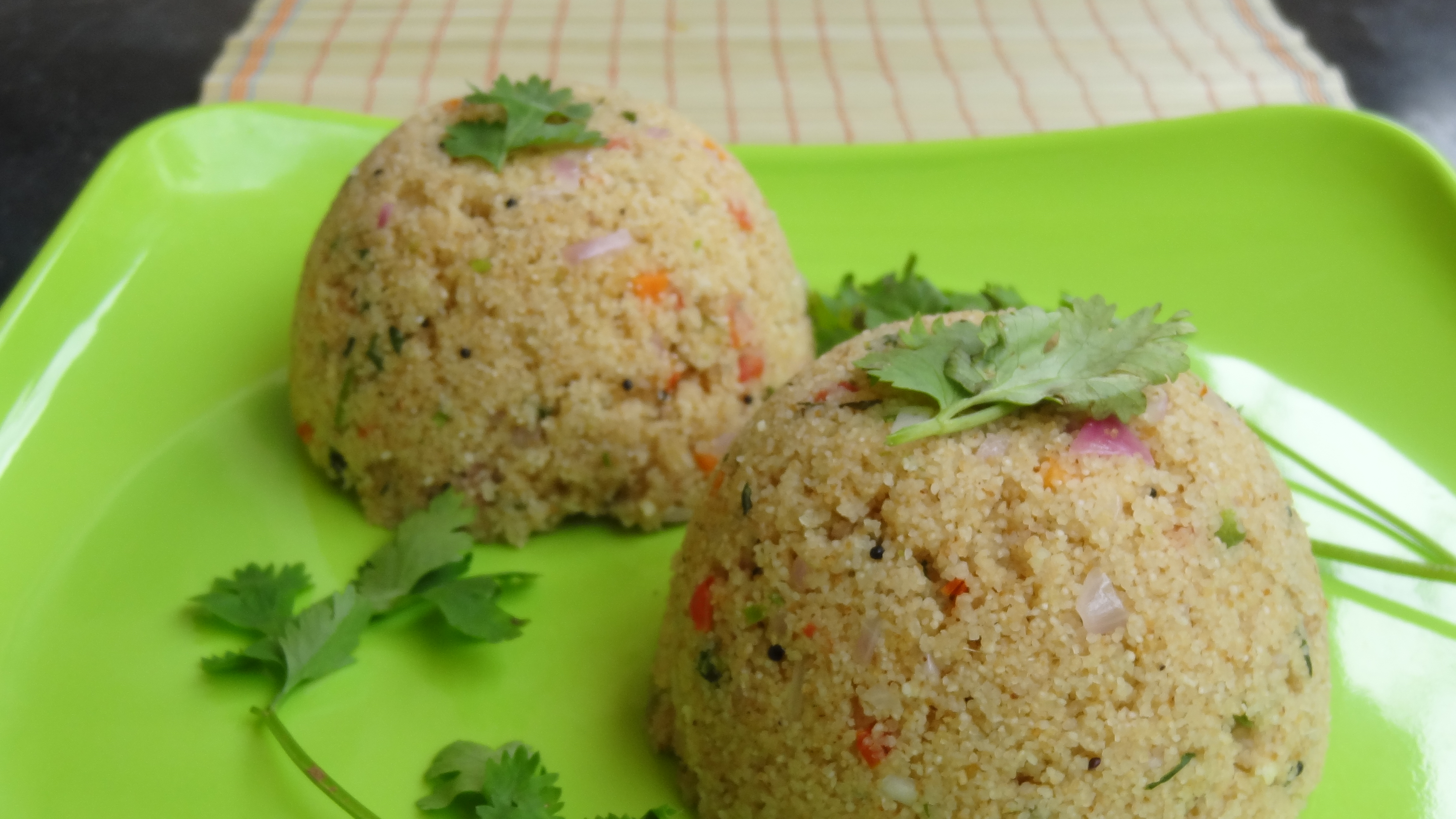
Пшенична упма

Цільнозернова пшениця або пшенична даля (подрібнена пшениця) є поширеним варіантом упми в Таміл Наду, де її їдять на сніданок або вечерю. Іноді його готують з овочами, такими як горох, морква, квасоля.

### Рисова упма

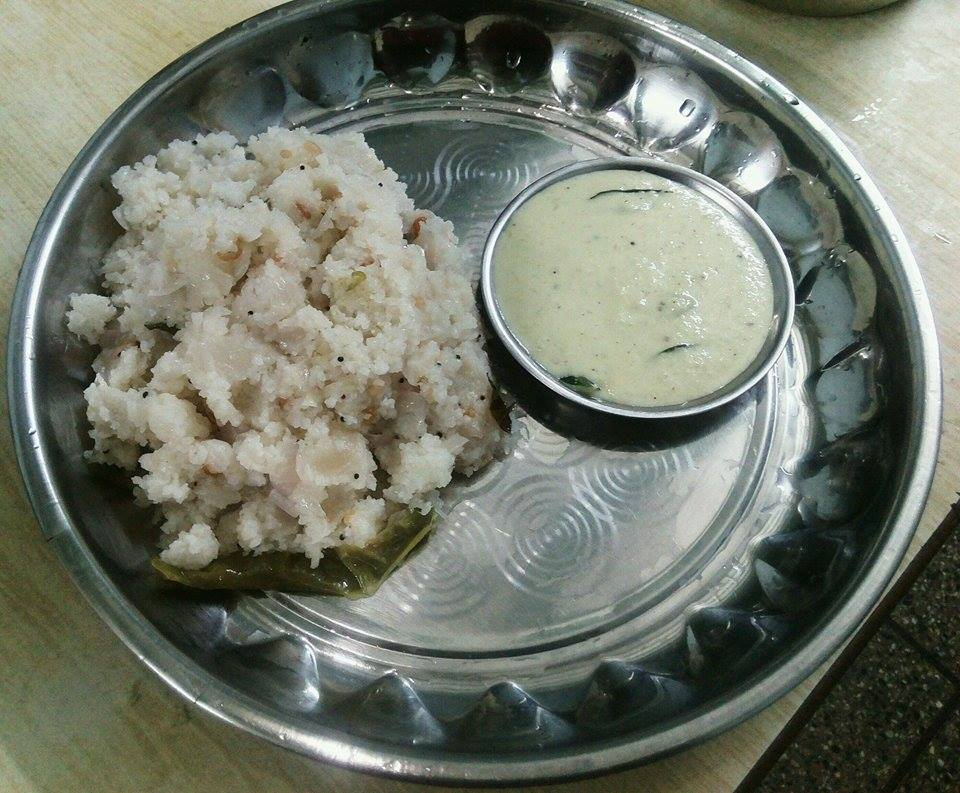
Подрібнений рис upma з кокосовим чатні

Рисова упма, яка в основному популярна в Таміл Наду та південних частинах Карнатаки, називається akki tari uppittu (упітту з рисового борошна грубого помелу). Інший варіант упми готується з тертим кокосом замість цибулі, особливо в свята, коли цибулю уникають. Цей вид упми зазвичай змащують топленим маслом в кінці приготування. Страви, схожі на upma, можна приготувати, замінивши замість борошна дрібні крихти залишків хліба або ідлі. Упма, виготовлена з більш грубої рави, відома як саджіге, є стравою удупської ухні. Іноді його подають разом із такими закусками, як поха або чевдо, приправлена прянощами.

### Кукурудзяна упма

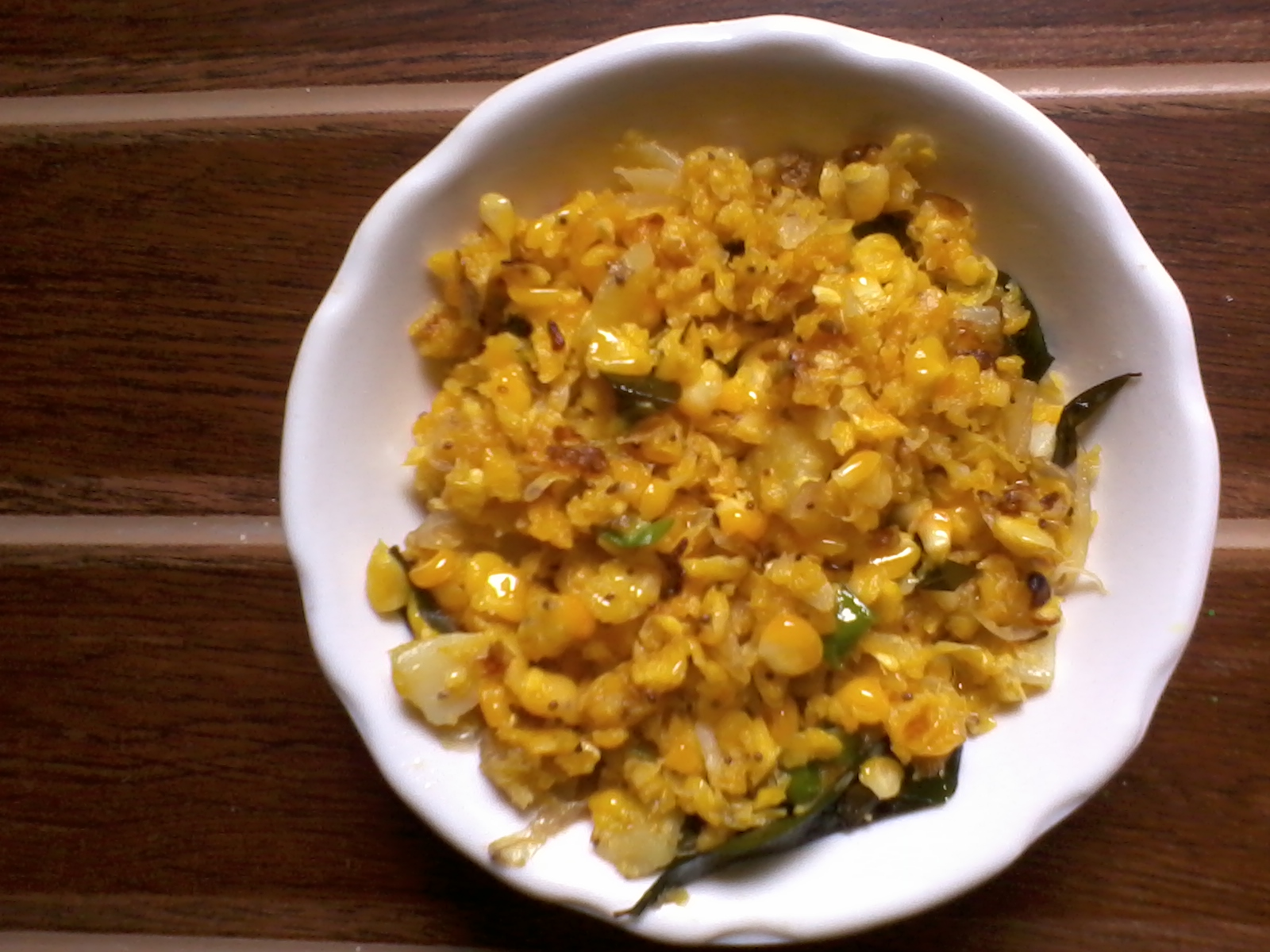
Кукурудзяна упма

Інший варіант, особливо як страва на сніданок, — кукурудзяна упма, яку їдять з молоком і горіхами. 

### Вермішелева упма

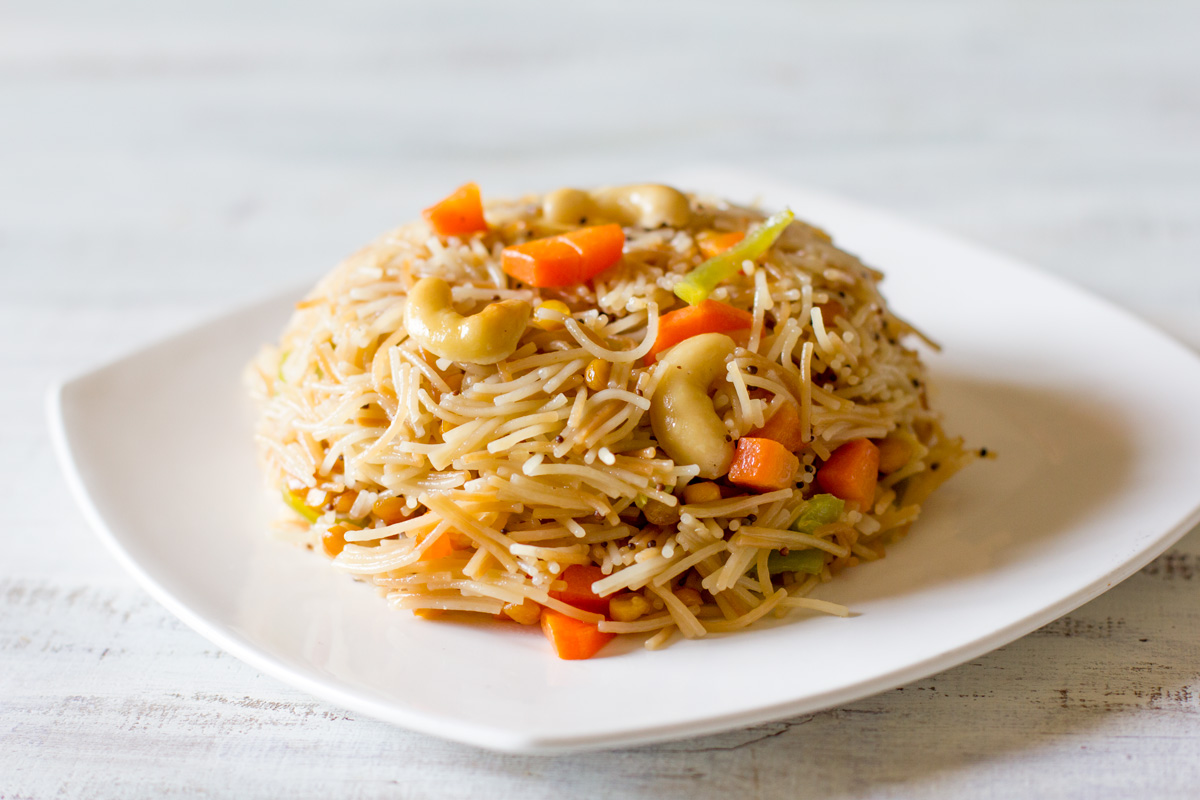
Вермішелева упма

Популярною легкою вечірньою закускою є упма з вермішеллю і помідорами, горошком і морквою.
1. ↑  Poha or upma? Shabana Azmi and Twitter divided over breakfast dish. Hindustan Times. 9 жовтня 2017.
2. ↑  Pandya, M. (1985). Indian Vegetarian Cooking. Inner Traditions/Bear. с. 164. ISBN 978-0-89281-342-1. Процитовано 26 січня 2018.
3. ↑  English Meaning of uppu - Online Tamil to English Dictionary & Vocabulary - English Meaning for Tamil Words. www.tamildictionary.org. Процитовано 24 червня 2019.
4. ↑  English Meaning of - Free Online Telugu to English Dictionary | Free Telugu to English Dictionary Software, Downloads, Converter, Translation, Transliteration. telugudictionary.telugupedia.com. Процитовано 24 червня 2019.
5. ↑  Burrow, T. (Thomas); Emeneau, M. B. ; 1904-; (Murray Barnson) (1984). A Dravidian etymological dictionary. dsalsrv04.uchicago.edu. Процитовано 24 червня 2019.{{cite web}}:  Обслуговування CS1: Сторінки з параметром url-status, але без параметра archive-url (посилання)
6. ↑  Dubey, Krishna Gopal (27 вересня 2010). THE INDIAN CUISINE (англ.). PHI Learning Pvt. Ltd. ISBN 9788120341708.
7. ↑  Upma: Here's All You Need To Know About The Traditional Indian Breakfast Dish. NDTV Food. Процитовано 24 червня 2019.
8. ↑  Dalal, Tarla (28 жовтня 2003). Healthy breakfast. Mumbai: Sanjay. с. 9. ISBN 9788186469811.